# Ballymena United Allstars Football Club
Maillots
Ballymena United Allstar Football Club est un club nord-irlandais de football féminin basé à Ballymena. Le club a été fondé en 1994 et dispute actuellement la première division du Championnat d'Irlande du Nord de football féminin. Le terrain de l'équipe est le même que celui de l'équipe masculine de la même ville : The Showgrounds.

## Histoire
Le club est créée, 1994 par Kelly Barr. Le club n'est fixé sur aucun stade en particulier et mène une existence plutôt nomade. Il se crée à ce moment-là une certaine rivalité avec une autre équipe féminine, le Probation FC basé à Belfast.
En 2003, le club se rapproche et fusionne avec club masculin du Ballymena United Football Club. Il en devient officiellement la section féminine. Cette date est aussi celle de l'accession au championnat d'Irlande du Nord de football. Malgré un départ parfait en alignant les victoires, le club échoue à remporter le championnat, devancé finalement par le Belfast United,.
Lors des saisons suivantes, le Ballymena United Allstar se positionne généralement en milieu de tableau de la première division nord-irlandaise. En 2005, l'équipe atteint les demi-finales de la Coupe d'Irlande du Nord. Les filles perdent le match 2-0 contre Northland Raiders FC. En 2012le club se qualifie pour la finale de la même épreuve. Ballymena perd alors contre Glentoran Belfast United sur le score de 2 à 0.
En 2014, le club frôle la relégation en devançant Shankill United Predators F.C. Cette relégation arrive l'année suivante. Le club termine alors le championnat à la dernière place sans avoir remporté le moindre match. L'équipe est reléguée en Women's Championship, la deuxième division nord-irlandaise. L'exil ne dure qu'une année. Ballymena remporte la deuxième division et réintègre la première division pour la saison 2017.